# 움베르토 2세
움베르토 2세(이탈리아어: Umberto II, 1904년 9월 15일 ~ 1983년 3월 18일)는 이탈리아 왕국 사보이아 왕조의 마지막 국왕으로, 1946년 5월 9일부터 6월 12일까지 재위했다.

## 생애
1904년 9월 15일 사보이아 왕가의 라코니지(Racconigi) 별궁에서 이탈리아의 국왕 비토리오 에마누엘레 3세와 왕비 엘레나 사이에서 1남 4녀 중 셋째로 태어났다. 1946년 5월 9일 부왕의 퇴위로 국왕에 즉위했다.
1930년 1월 8일, 움베르토는 벨기에의 마리조제와 결혼했다. 정략결혼이었던 두 사람의 결혼 생활은 불행했지만 1남 3녀를 두었다. 1946년 왕정이 폐지되자 움베르토 2세는 포르투갈에 남아 왕당파들의 지지를 받으며 생활했지만 마리조제는 아이들과 함께 포르투갈을 거쳐 스위스의 제네바로 피신했다. 두 사람은 정치적, 종교적 이유로 평생 이혼하지 않았고 움베르토는 1983년 78세의 나이로 사망했다.

## 군주제의 폐지
이탈리아를 입헌 군주제 국가로 유지하기 위해 노력했으나, 입헌 군주제는 국민투표에서 46%의 지지밖에 얻지 못하여 이탈리아에는 공화정이 수립되었다.
그는 1946년 6월 14일 이탈리아를 떠났다. 1946년에 제정된 이탈리아 공화국 헌법은 사보이아 왕가 출신 남자 자손들의 이탈리아 입국을 금지했다. 그래서 그는 죽을 때까지 이탈리아에 돌아가지 못하고 스위스 제네바에서 사망했다.
2002년에 이탈리아 헌법이 개정되면서 사보이아 왕가 출신 남자 자손들의 이탈리아 입국이 가능해졌다. 그의 아들 비토리오 에마누엘레는 2003년, 이탈리아 정부로부터 귀국 허락을 받아 귀국했다.

## 자녀
- 마리아 피아
- 비토리오 에마누엘레
- 마리아 가브리엘라
- 마리아 베아트리체